# Çeşme
Çeşme je přístavní město v západní části Turecka, na pobřeží Egejského moře. Çeşme znamená v turečtině fontánu a snad odkazuje na množství kašen z osmanských dob roztroušených po městě.

## Historie
V roce 1770 se zátoce u Çeşme odehrálo závěrečné dějství námořní bitvy mezi ruskou a osmanskou flotilou.

## Partnerská města
- Luleå, Švédsko
- Emmonak, Aljaška, USA
- Frankfort, Kentucky, USA
- Iqaluit, Kanada
- Semej, Kazachstán
- Aktobe, Kazachstán
- Talas, Kyrgyzstán
- Akureyri, Island
- Kirkjubæjarklaustur, Island
- Koper, Slovinsko
- Xlendi, Malta
- Dogana, San Marino
- Wise, Virginie, USA